# Campagna del Fiocco Bianco
La campagna del Fiocco Bianco (White Ribbon Campaign) è una campagna internazionale di sensibilizzazione promossa da uomini contro la violenza alle donne.

## Il movimento che contrasta la violenza sulle donne
Dopo il massacro di Montreal del 6 dicembre 1989, in cui 14 donne furono uccise da un antifemminista, in Canada nacque un movimento in cui si vestiva un fiocco bianco per manifestare la propria opposizione alla violenza contro le donne.
La campagna del Fiocco Bianco iniziò nel 1991 in seguito a questo movimento. Lanciata da politici di Toronto, tra cui l'attuale leader del Nuovo Partito Democratico Jack Layton, è oggi diffusa in più di 50 paesi in tutto il mondo. Il principio di base è l'importanza che uomini e ragazzi alzino la voce contro qualsiasi forma di violenza contro le donne.
In Canada è il 6 dicembre la  giornata internazionale per l'eliminazione della violenza contro le donne (National Day of Remembrance and Action on Violence Against Women), mentre nell'altra parte del mondo si celebra il 25 novembre di ogni anno.

## La campagna
La campagna si protrae in genere per due settimane, dal 25 novembre al 7 dicembre, durante cui gli uomini manifestano la propria adesione con un gesto semplice ma significativo indossando un piccolo fiocco bianco.
La manifestazione si svolge con modalità molto diverse nelle diverse Nazioni e nelle diverse città, fermi restando il fiocco bianco e la finalità.
La prima «campagna italiana del Fiocco Bianco» è stata lanciata per la Giornata internazionale per l'eliminazione della violenza contro le donne, il 25 novembre del 2006 a Firenze dall'Associazione Artemisia, con iniziative che si sono svolte in più di 30 città italiane. La campagna vedeva come promotori sia i centri antiviolenza che le Case delle donne, oltre che enti pubblici e gruppi di uomini come l'Associazione Maschile Plurale.

## Proteste in Russia del 2011
Il fiocco bianco nell'ottobre del 2011 è diventato simbolo di protesta e di opposizione in Russia contro il primo ministro Vladimir Putin, il suo partito Russia Unita, e i brogli elettorali riscontrati durante le elezioni parlamentari in Russia del 2011, conosciuta anche con il nome di Rivoluzione bianca. Il nastro è stato attaccato dai manifestanti russi sulle automobili, sui loro vestiti e su altri oggetti, e il nastro è apparso anche su Runet e su Twitter.